# Łask
Łask (udtale: [wask]) er en by og kommune (Gmina) i det centrale Polen. Den ligger i voivodskabet Łódźsk (Województwo łódzkie) og har 16.576(2021) indbyggere og et areal på 23,91 km². Den er administrationsby i powiat (amt) Łask. Det polske luftvåbens 32. luftbase ligger i nærheden. Det er beliggende i Sieradz Land.

## Historie
Łask blev grundlagt i det 11. århundrede, og fra det 14. århundrede var det sæde for den magtfulde Łaski adelsfamilie. Korab-familiens våbenskjold, er stadig byens våbenskjold. Den første omtale af Łask er fra 1356. En kirke blev bygget i 1366, og i 1498 grundlagde den polske prins og primat af Polen Frederick Jagiellon et hospital for de fattige. I 1422 blev det tildelt stadsret efter model af Środa Śląska i kraft af et dokument udstedt af den polske konge Vladislav 2. Jagello i Mielno.
- Stiftskirke i Łask
- Heiligåndskirken
- Synagoge (ødelagt)
- Bypark mellem centrum og den lille flod Grabia